# Bolivaritettix
Bolivaritettix är ett släkte av insekter. Bolivaritettix ingår i familjen torngräshoppor.

## Dottertaxa tillBolivaritettix, i alfabetisk ordning[1]
- Bolivaritettix albus
- Bolivaritettix amphinotoides
- Bolivaritettix apterus
- Bolivaritettix asperula
- Bolivaritettix brachynotus
- Bolivaritettix brevipennis
- Bolivaritettix celaenotus
- Bolivaritettix chinensis
- Bolivaritettix chongqingensis
- Bolivaritettix circinihumerus
- Bolivaritettix circocephala
- Bolivaritettix circocephalosoides
- Bolivaritettix convergens
- Bolivaritettix curvicarina
- Bolivaritettix darongshanensis
- Bolivaritettix daweishanensis
- Bolivaritettix difficilis
- Bolivaritettix fangjingshanensis
- Bolivaritettix fugongensis
- Bolivaritettix fuscoviridis
- Bolivaritettix galbustrial
- Bolivaritettix ghumtianus
- Bolivaritettix guentheri
- Bolivaritettix guibeiensis
- Bolivaritettix guilinensis
- Bolivaritettix hechiensis
- Bolivaritettix huanjiangensis
- Bolivaritettix humeralis
- Bolivaritettix hutiaoxiana
- Bolivaritettix impennis
- Bolivaritettix insignis
- Bolivaritettix interrupta
- Bolivaritettix javanicus
- Bolivaritettix jianfengensis
- Bolivaritettix jiuwanshanensis
- Bolivaritettix lanceolatus
- Bolivaritettix laticeps
- Bolivaritettix latipulvilus
- Bolivaritettix lativertex
- Bolivaritettix liboensis
- Bolivaritettix liuwanshanensis
- Bolivaritettix longitarsus
- Bolivaritettix longzhouensis
- Bolivaritettix luchunensis
- Bolivaritettix luochengensis
- Bolivaritettix luteolineatus
- Bolivaritettix medogensis
- Bolivaritettix menglaensis
- Bolivaritettix microptera
- Bolivaritettix nathani
- Bolivaritettix nigrifemurus
- Bolivaritettix nigripennis
- Bolivaritettix nigritibialis
- Bolivaritettix nigropennis
- Bolivaritettix nilgirica
- Bolivaritettix palawanicus
- Bolivaritettix paraguensis
- Bolivaritettix pianmaensis
- Bolivaritettix remissa
- Bolivaritettix rongshuiensis
- Bolivaritettix roonwali
- Bolivaritettix sanbaishanensis
- Bolivaritettix sculpta
- Bolivaritettix serrifemoralis
- Bolivaritettix sikkinensis
- Bolivaritettix tandoni
- Bolivaritettix tenuifemura
- Bolivaritettix tibetanius
- Bolivaritettix torulosinota
- Bolivaritettix tridentate
- Bolivaritettix tuberdorsalis
- Bolivaritettix tubericarina
- Bolivaritettix unduladorsalis
- Bolivaritettix wuliangshanensis
- Bolivaritettix yuanbaoshanensis
- Bolivaritettix yunnanensis